# Laurel (Virginie)
Laurel est une census-designated place située dans le comté de Henrico, dans l’État de Virginie, aux États-Unis. Lors du recensement de 2020, elle comptait 17 769 habitants. Elle est le siège du comté de Henrico.